# Cimljanszki járás
A Cimljanszki járás (oroszul: Цимлянский муниципальный район) Oroszország egyik járása a Rosztovi területen. Székhelye Cimljanszk.

## Népesség
- 1989-ben 33 851 lakosa volt.
- 2002-ben 35 998 lakosa volt.
- 2010-ben 34 222 lakosa volt, melyből 31 059 orosz, 661 ukrán, 452 cigány, 340 fehérorosz, 315 örmény, 192 török, 171 azeri, 110 tatár, 76 német, 68 grúz, 46 udmurt, 45 moldáv, 43 dargin, 40 üzbég, 28 csuvas, 27 avar, 26 ingus, 25 kazah stb.